# Watch Dogs (фильм)
«Watch Dogs» (с англ. — «Сторожевые псы») — предстоящий американский приключенческий боевик режиссёра Матьё Тури по сценарию Кристи Леблан и Виктории Бата. Основан на одноимённой серии игр компании Ubisoft. В фильме снимутся Софи Уайлд и Том Блайт.

## Сюжет
Сюжет фильма будет основан на сюжете компьютерных игр серии. Действие разворачивается в альтернативной версии реальности города Чикаго (штат Иллинойс), который использует операционную систему «ctOS». Система контролирует практически каждую часть города, а также содержит информацию обо всех его жителях и мероприятиях. Во вселенной игры авария в энергосистеме в США и Канаде была вызвана хакерами для побуждения развития «ctOS».

## В ролях
- Софи Уайлд
- Том Блайт
- Маркелла Кавена

## Производство
В июне 2013 года компания Ubisoft объявила, что займётся разработкой художественных фильмов на основе игр Watch Dogs, Far Cry и Rabbids.
В апреле 2014 года появились сообщения, что Ретт Риз и Пол Верник напишут сценарий к фильму, производством которого займётся компания Regency Enterprises, а дистрибутором станет Sony Pictures Releasing.
К началу 2024 года Риз и Верник отказались от участия в проекте, после чего киностудия Ubisoft Film & Television заключила соглашение с режиссёром Матьё Тури и сценаристом Кристи Леблан. На главную роль в фильме была утверждена Софи Уайлд. В июне 2024 года к актёрскому составу присоединился Том Блайт.
Съёмки фильма начались 3 июля 2024 года. Оператором стал Даниэле Массакчези.